# 赤岸朱宅建筑群
赤岸朱宅建筑群为浙江省义乌市的一组古建筑，位于义乌市赤岸镇。建筑群由明代荐叙堂、清代六房厅、清光绪大夫第及民国增建的重厢等部分组成，总占地面积约3045平方米，建筑面积5409平方米。清代理学传人朱一新和其弟朱怀新曾在大夫第居住。2011年1月，建筑群以朱店朱宅的名义被纳入浙江省文物保护单位。2019年10月，赤岸朱宅建筑群被纳入第八批全国重点文物保护单位。